# دشون ریو یاماکاوا
دشون ریو یاماکاوا (انگلیسی: Desheun Ryo Yamakawa؛ زادهٔ ۲۱ آوریل ۱۹۹۷) بازیکن فوتبال اهل ژاپن است.